# Erateina hewitoui
Erateina hewitoui là một loài bướm đêm trong họ Geometridae.